# إكسورة ملتفة الساق
إكسورة ملتفة الساق (الاسم العلمي:Ixora amplexicaulis) هي نوع من النباتات تتبع جنس الإكسورة من الفصيلة الفوية.